# Dějiny Prahy 1523–1784

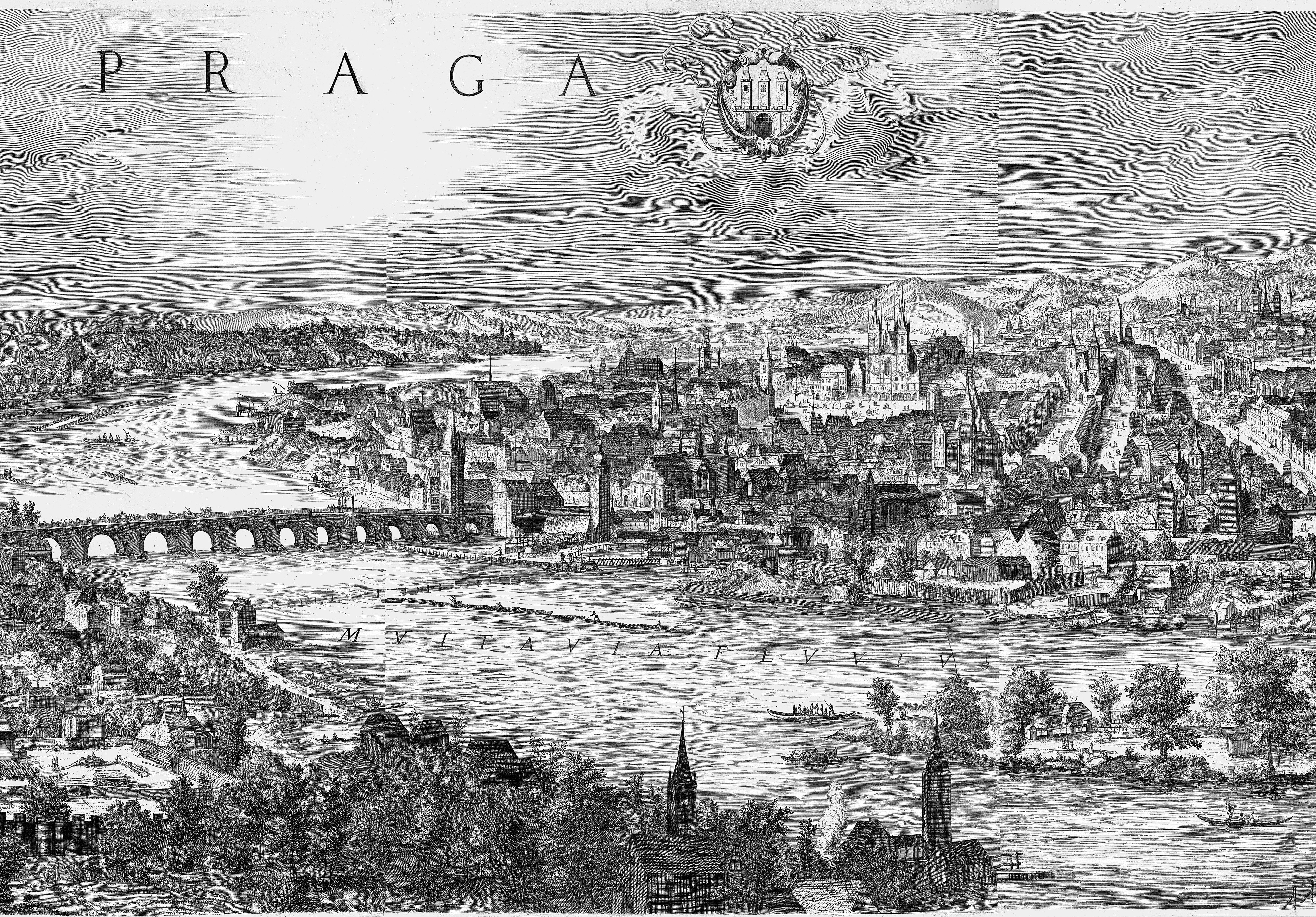
Vltava a Staré Město r. 1606 (Sadelerův prospekt)

Dějiny Prahy v letech 1523-1784 zahrnují první období vlády habsburské dynastie a přechodu od stavovské společnosti k osvícenskému absolutismu. Praha byla v té době svědkem rozvoje kultury, české humanistické literatury a veleslavínské češtiny a později českého baroka. Město bylo ale také postiženo odchodem mnoha exulantů po bitvě na Bílé hoře, několika pleněními a drancováními vojsky různých zemí a úpadkem užívání českého jazyka.

## Za prvních Habsburků
V Habsburském soustátí byla Praha dlouhou dobu jedním z nejvýznamnějších měst, po nějaký čas také i městem sídelním. Požár Malé Strany a Hradčan roku 1541 zničil větší část levobřežní Prahy a poškodil i budovy Pražského hradu. Roku 1547 probíhal stavovský odboj, který však skončil neúspěšně a odpor proti králi Ferdinandovi I. byl zlomen. Následně byla omezena privilegia města, jeho politická moc i samostatnost. Mnohý majetek byl zkonfiskován. Pražská samospráva tak nyní odpovídala královským hejtmanům a rychtářům.

## Rudolfinská Praha

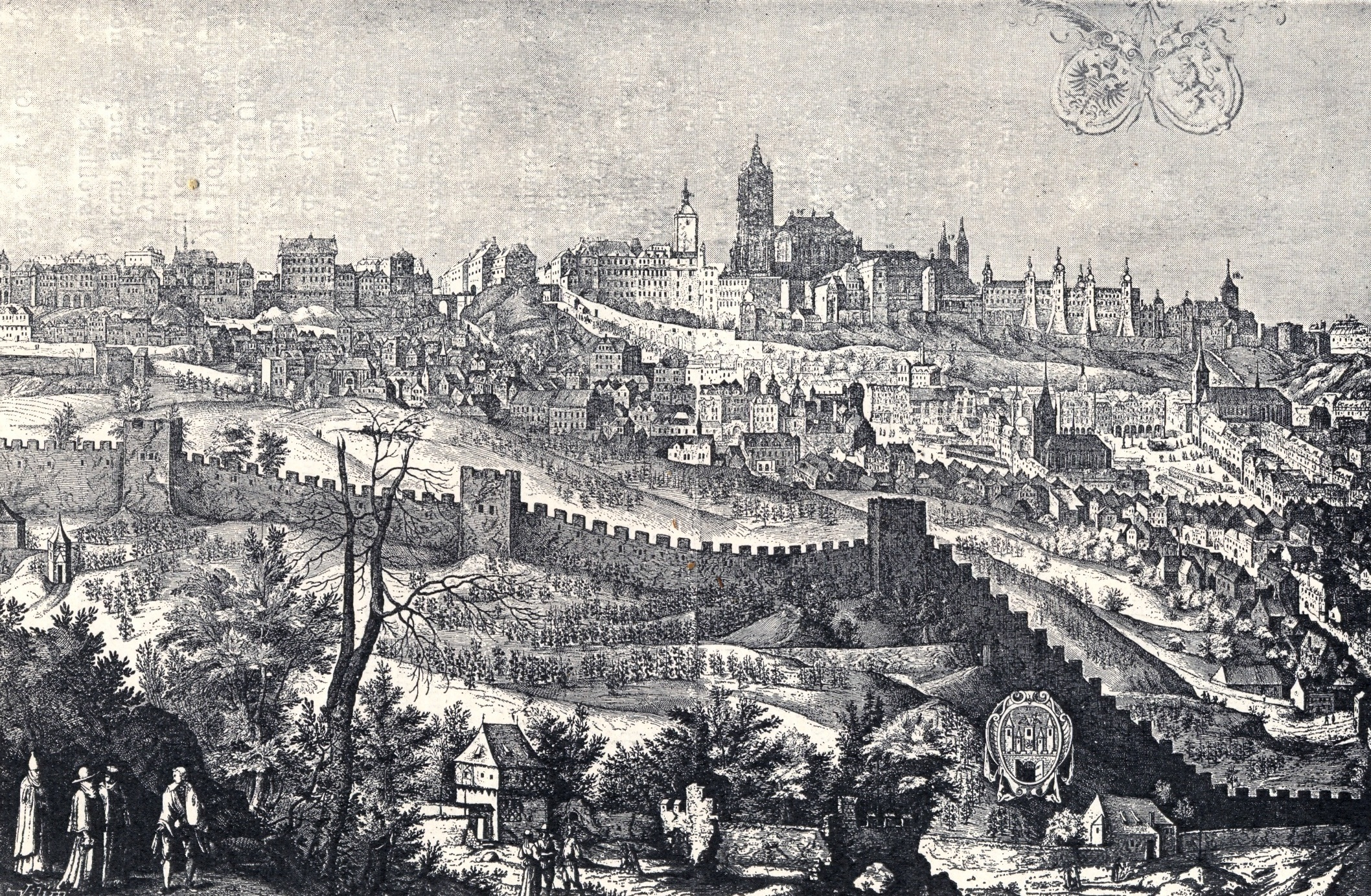
Pražský hrad a Malá Strana r. 1606

Úpadek, který však začal v 50. letech, netrval dlouho. Roku 1583 zvolil za své sídelní město Prahu císař Rudolf II. Za jeho vlády se ve městě rozvíjela věda i kultura a také i společenský život spolu s vzdělaností (vznikla například škola talmudu v Židovském městě). Postaveno bylo také i mnoho renesančních budov. Vláda Rudolfa II. však skončila roku 1612, o dalších šest let později došlo k dalšímu významnému zvratu. V ten vyústilo odebrání rozsáhlých svobod a náboženských práv garantovaných Rudolfem II. (nový císař Ferdinand II. byl totiž katolík). Druhá pražská defenestrace, tentokrát na Pražském hradě, odstartovala české stavovské povstání. České stavy se zformovaly proti Habsburkům a zvolili za svého krále Fridricha Falckého, kurfiřta z Falce a člena Protestantské unie.

## Třicetiletá válka

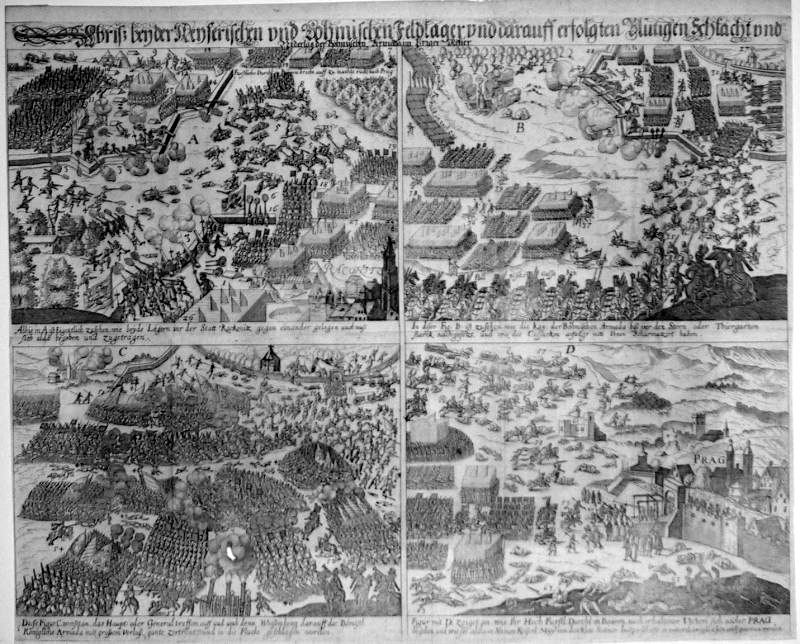
Dobové vyobrazení Bitvy na Bílé Hoře

České stavy bojovaly vojensky proti Habsburkům, avšak neuspěli. Po Bitvě na Bílé hoře v listopadu 1620 prohrály. Povstání bylo potlačeno a Habsburská moc opět obnovena. Následující rok v červnu bylo 27 českých pánů z řad stavů vzbouřených proti císaři na Staroměstském náměstí popraveno.
Následná vláda Habsburků v první části třicetileté války vyústila v náboženský teror proti příslušníkům protestantských křesťanských církví. Roku 1627 bylo Ferdinandem II. vyhlášeno Obnovené zřízení zemské, které povolilo jen římskokatolické náboženství, následovalo odejmutí téměř veškeré politické moci královským městům a upevnění absolutní moci panovníka. Následně docházelo i k úpadku českého jazyka a germanizaci (hlavně ve školství a na úřadech). Praha jako město ztratila svůj vliv i práva, byla barokně přestavěna – vznikly hlavně katolické či jezuitské kostely, dále také kláštery, šlechtické paláce a chrámy. Mnoho významných úřadů bylo přesunuto do Vídně a z metropole Čech se stalo jedno z mnoha provinčních měst v Rakousku. Mnoho protestantů, kteří se své víry nezřekli, muselo zemi opustit. Na jejich místo byli dosídleni Němci, hlavně ze Saska, kteří ve městě získali na počátku 30. let 17. století velmi značný vliv.
V roce 1648, ke konci třicetileté války, obléhali Prahu Švédové. Pod vedením švédského generála Königsmarcka byl obsazen levý břeh Vltavy, následovalo plenění zdejších klášterů, Pražského hradu s Hradčany i rudolfinských uměleckých sbírek. Probíhaly rozsáhlé boje na Karlově mostě, Praha byla také i bombardována. Město však nepadlo; díky včasným posilám rakouských vojsk a novému baroknímu systému opevnění vydrželo až do uzavření vestfálského míru.

## Praha barokní
Koncem roku 1679 se do českých zemí rozšířila z Vídně rozsáhlá epidemie tzv. Velkého vídeňského moru, kterou byla na jaře 1680 zasažena také hustě osídlená Praha, tehdy mající přibližně šedesát až osmdesát tisíc obyvatel. K šíření nemoci zde, podobně jako jinde, přispívala také nedostatečná hygiena, mor se pak šířil prostřednictvím hlodavců, zejména potkanů. Řada obyvatel, údajně až deset tisíc, před morem z města uprchla, včetně lékařů. Naopak několik jich ve městě zůstalo a s nasazením života proti smrtelné nemoci pomáhali potřebným: např. Šebestián Kristián Zeidler, pozdější rektor pražské Ferdinandovy univerzity a několik dalších. Dle úředních záznamů zde zemřelo dvanáct tisíc lidí, včetně několika významných osobností zdejšího společenského či uměleckého života. Neboť kapacity hřbitovů byly během epidemie naplněny, bylo roku 1680 zřízeno několik morových hřbitovů, např. v lokalitě někdejší vsi Olšany u Prahy, při němž vznikl roku 1682 kostel sv. Rocha, zasvěcený právě sv. Rochovi, patronovi nemocných morem. Tato lokalita se dalším rozšiřováním přeměnila na největší souvislé pohřebiště v Česku, tzv. Olšanské hřbitovy.
Velký požár, který v roce 1689 Prahu zpustošil, nakonec vedl k ještě většímu rozvoji barokní architektury (přestavba zničených částí města). Stále pokračovala tzv. doba temna; z Prahy český jazyk téměř vymizel.[zdroj?]
Další morová epidemie, poslední ve středoevropských dějinách, zachvátila město v letech 1714 až 1716. V roce 1741 během války o rakouské dědictví Prahu obsadila francouzsko-bavorská vojska. O další tři roky později město obsadili Prusové, později jej znovu obléhali v roce 1757. Prusové se přiblížili k městu od východu, kde u Štěrbohol porazili rakouská vojska.
V následné druhé polovině 18. století dochází k rozvoji manufaktur a první nespokojenci se stavem českého jazyka a později i českého národa začínají národně obrozeneckou činnost.